# Гриневецкий, Василий Игнатьевич
Васи́лий Игна́тьевич Гриневе́цкий (2 (14) июня 1871, Киев — 27 марта 1919, Екатеринодар) — русский учёный в области теплотехники, профессор. Директор Императорского Московского технического училища (1914—1918).

## Биография
Василий Игнатьевич Гриневецкий родился 2 (14) июня 1871 года в Киеве, в семье железнодорожного служащего, статского советника Игнатия Феликсовича Гриневецкого, принадлежавшего к старинному дворянскому роду, и его супруги Екатерины Васильевны — дочери адмирала Василия Степановича Завойко, организатора во время Крымской войны 1853—1856 гг. успешной обороны Петропавловска и Камчатки от сил англо-французского флота.
Среднее образование получил в Казанском реальном училище (1889). В 1896 году окончил Императорское Московское техническое училище и оставлен при нём на должности преподавателя проектирования деталей машин и кранов. С 1900 года — адъюнкт-профессор, с 1904 года — профессор, с 1914 года — директор училища.
25 июня 1917 года по списку конституционно-демократической партии был избран гласным Московской городской думы. 
Профессор В. И. Гриневецкий наряду с К. В. Киршем стал основателем московской научной теплотехнической школы.
Представил проект преобразования Московского технического училища в высшую школу политехнического типа. Предложил в 1916 году проект реформы профессионального образования, где отстаивал необходимость усиления специализации. После революции выступал против передачи технических учебных заведений в ведение Наркомпроса.
Исследовал рабочие процессы, происходящие в паровых машинах, котельных агрегатах и двигателях внутреннего сгорания. В 1905 году разработал схему теплового расчёта котлоагрегата, основанную на правильном представлении о процессах теплопередачи, а в 1906 году — теорию экономического расчёта рабочего процесса паровой машины. Занимался также реконструкцией парового хозяйства текстильных фабрик, внедряя на них комбинированные теплосиловые установки высокой экономичности.
Впервые в мире в 1907 году предложил тепловой расчёт двигателя внутреннего сгорания, до сих пор лежащий в основе проектирования и анализа рабочих процессов этих двигателей. Предложил в 1906 году конструкцию двухтактного двигателя внутреннего сгорания двойного расширения. В 1909 году такой двигатель, предназначенный для тепловоза, был построен. При испытаниях двигатель дал положительные результаты. Василий Игнатьевич в своей книге «Проблема тепловоза и её значение для России» (1918) наметил пути конструирования тепловозов.
В своей книге «Послевоенные перспективы русской промышленности» (1918), напечатанной в Харькове, куда В. И. Гриневецкий уехал из Москвы, доказывал, что восстановление и развитие промышленности невозможно без реставрации капиталистического строя и без привлечения иностранного капитала. В то же время он предложил развёрнутый план восстановления разрушенной экономики России и её общей реконструкции вместе с перечнем конкретных технико-экономических задач, которые должны быть решены в первую очередь. Многие выдвинутые им положения были использованы в плане ГОЭЛРО. Сама книга была по указанию Отдела печати ЦК РКП(б) переиздана в 1922 году в Москве Центральным союзом потребительских обществ.
Скончался В. И. Гриневецкий в марте 1919 года в Екатеринодаре от сыпного тифа, осложнившегося воспалением мозга; там же он и похоронен.

## Соратники и ученики
- Брилинг, Николай Романович (1876—1961)
- Мазинг, Евгений Карлович (1880—1944)
- Нольтейн, Георгий Егорович (1883—1961)
- Ошурков, Борис Михайлович (1887—1927)
- Сатель, Эдуард Адамович (1885—1968)
- Тихомиров, Евгений Николаевич (1891—1973)
- Шелест, Алексей Нестерович (1878—1954)

## Память
В 1921 году В. И. Ленин поддержал предложение профессора Л. К. Рамзина о создании Теплоэнергетического научно-исследовательского института имени В. И. Гриневецкого и К. В. Кирша (в будущем — ВТИ им. Ф. Э. Дзержинского). 13 июля 1921 года Совет Труда и Обороны постановил: «В воздаяние заслуг и увековечение памяти основателей и главных руководителей Московской школы теплотехников учредить теплотехнический институт, присвоив ему наименование „Теплотехнический институт имени профессоров В. И. Гриневецкого и К. В. Кирша“». Первым директором этого института стал Рамзин.

## Книги
- Гриневецкий, Василий Игнатьевич. Прибор Орса-Фишер и обращение с ним : Лекции проф. В.И. Гриневецкого. — М.: типо-лит. Ю. Венер, преемн. О. Фальк, 1902. — 82 с.

- Гриневецкий, Василий Игнатьевич. Теория индикатора и обращение с ним : Лекции проф. В.И. Гриневецкого. — М.: типо-лит. Ю. Венер, преемн. О. Фальк, 1902. — 26 с.

- Гриневецкий, Василий Игнатьевич. Графический расчёт парового котла. — М., 1905.

- Гриневецкий, Василий Игнатьевич. Экономика рабочего процесса паровой машины. — М., 1906.

- Гриневецкий, Василий Игнатьевич. Рабочий процесс паровой машины. Атлас чертежей. — М., 1906.

- Гюльднер, Гуго, Пафнутьев, Николай Капитонович, Кирш, Карл Васильевич, Гриневецкий, Василий Игнатьевич. Газовые, нефтяные и прочие двигатели внутреннего сгорания: Их конструкция и работа, их проектирование: 812 фиг. в тексте и 26 л. черт. = Das Entwerfen und Berechnen der Verbrennungskraftmaschinen und Kraftgas-Anlagen. Handbuch für Konstrukteure und Erbauer von Gas- und Ölkraftmaschinen. — М.: изд. инж.-мех. И. Каменев и Н. Пафнутьев, 1907. — 594, [3] с. (Пер. с нем. инж.-мех. К. В. Кирша и Н. К. Пафнутьева, преп. Имп. Моск. техн. уч-ща; Под ред. проф. Имп. Моск. техн. уч-ща В. И. Гриневецкого.)

- Гриневецкий, Василий Игнатьевич. Тепловой расчёт рабочего процесса двигателей внутреннего сгорания. — М.: Типо-лит. т-ва И.Н. Кушнерев и К°, 1907. — 26 с.

- Бернер, Отто, Литков, С. Н., Гриневецкий, Василий Игнатьевич, Богданов, Пётр Алексеевич, Бычков, В. И. Применение перегретого пара в поршневой паровой машине. — М.: Студ. изд. комис. при И.М.Т.У., 1908. — [4], 97 с. (Dr.-ing Otto Berner; Пер. инж.-мех. С. Н. Литкова под ред. проф. И. М.Т. У. В. И. Гриневецкого; Изд. заведывали студенты П. А. Богданов и В. И. Бычков.)

- Гриневецкий, Василий Игнатьевич. Об издании общего русского технического журнала : Докл. проф. В.И. Гриневецкого Совету Политехн. о-ва. — М.: тип. Рус. о-ва, 1911. — 13 с.

- Гриневецкий, Василий Игнатьевич. Технические условия производства сельскохозяйственных локомобилей в России. — Санкт-Петербург: тип. А. Бенке, 1911. — [4], 49 с.

- Гриневецкий, Василий Игнатьевич. Технико-общественные задачи в сфере промышленности и техники в связи с войной. — М.: тип. Рус. о-ва, 1914. — 16 с.

- Гриневецкий, Василий Игнатьевич. Стенограммы доклада обыкновенному собранию Политехн. о-ва 17 янв. 1915 г. «О реформе инженерного образования». — М.: Типо-лит. Рус. о-ва, 1915. — 16 с.

- Гриневецкий, Василий Игнатьевич. Послевоенные перспективы русской промышленности. — М.: Всероссийский Центральный Союз Потребительских О-в, 1922. — 102 с.

- Гриневецкий, Василий Игнатьевич. Проблема тепловоза и её значение для России. — М., 1923.

- Гриневецкий, Василий Игнатьевич. Паровые машины. Теория рабочего процесса. — М., 1926. (2 изд.)

- Гриневецкий, Василий Игнатьевич. Послевоенные перспективы русской промышленности. — М.: Инженер, 2010. — 102 с. (репринт)